# Mourgliana mollina
Mourgliana mollina är en skalbaggsart som beskrevs av Holzschuh 2006. Mourgliana mollina ingår i släktet Mourgliana och familjen långhorningar.
Artens utbredningsområde är Oman. Inga underarter finns listade i Catalogue of Life.